# 達保湖
7°47′25″N 124°3′1″E / 7.79028°N 124.05028°E
達保湖是菲律賓的湖泊，位於棉蘭老島，由棉蘭老穆斯林自治區的南拉瑙省負責管轄，面積10.11平方公里，海拔高度960米，最大水深120米。